# タシール知事暗殺事件
タシール知事暗殺事件（タシールちじあんさつじけん）は、2011年1月4日、パキスタンでパンジャブ州のサルマン・タシール知事が暗殺された事件。

## 概要
2011年1月4日午後、パキスタンの首都イスラマバードに隣接するラーワルピンディーで、パンジャブ州知事のサルマン・タシール知事を、自身の警護官ムムターズ・カドリが自動小銃で多数の銃弾を放って殺害した。知事は、食事をとって車に戻るところだった。

## 容疑者
容疑者は26歳（事件当時）の警察官。「熱狂的なイスラム教徒」とみなされ、要人警護には不向きであるとの声が警察内にあったが、州知事の警護も担当していた。

## イスラム教への冒瀆罪
タシール知事は、預言者ムハンマドを冒涜したとして前年2009年6月に告発された女性キリスト教徒アーシア・ビビを支援し、イスラム教への冒瀆罪を批判していた（アーシア・ビビ事件)。これが容疑者による暗殺の動機の1つになったとされる。容疑者は暗殺時に「神は偉大なり」と叫んだ。また、容疑者は取調に対して、知事が神を冒涜した報いである旨述べた。知事はイスラム教徒だが、世俗主義を採る人民党内のリベラル派とされていた。

## 容疑者を英雄視する動き
パキスタンで、容疑者を英雄視する動きがある。容疑者逮捕の翌日、容疑者が裁判所に移送される際には、弁護士ら約200人が花を浴びせたり頬に口づけするなどした。イスラム教指導者のグループも賞賛する声明を出した。容疑者釈放を求めるデモも起きた。イスラマバード弁護士協会は、協会として容疑者を弁護する方針を表明し、暗殺された知事を擁護する弁護士は会員資格を失うとした。

## 国際的影響
アメリカは、この事件による宗教勢力の影響増大を警戒している。同国のバイデン副大統領はパキスタンを2011年1月に訪問した際、正当化できない旨を強調した。

## 処刑
ムムターズ・カドリは死刑判決を受け、2016年2月29日、処刑された。